# Rugby in carrozzina ai Giochi mondiali 2022 - Torneo misto
La gara del torneo misto di rugby in carrozzina ai Giochi mondiali 2022 si è svolta dal 14 al 17 luglio luglio 2022 a Birmingham.

## Risultati

### Fase preliminare
| Pos | Team        | G | W | L | GF | GA | GD | Pts |
| --- | ----------- | - | - | - | -- | -- | -- | --- |
| 1   | Regno Unito | 6 | 6 | 0 | –  | –  | –  | 12  |
| 2   | Giappone    | 6 | 4 | 2 | –  | –  | –  | 8   |
| 3   | Germania    | 6 | 4 | 2 | –  | –  | –  | 8   |
| 4   | Canada      | 6 | 2 | 4 | –  | –  | –  | 4   |
| 5   | Svizzera    | 6 | 2 | 4 | –  | –  | –  | 4   |
| 6   | Stati Uniti | 6 | 0 | 6 | –  | –  | –  | 0   |

### Fase finale
|  | Finale            |             |    |  |
|  |                   |             |    |  |
|  | 1                 | Regno Unito | 34 |  |
|  | 2                 | Giappone    | 32 |  |
|  |                   |             |    |  |
|  | Finalina 3º posto |             |    |  |
|  |                   |             |    |  |
|  | 3                 | Germania    | 44 |  |
|  | 4                 | Canada      | 30 |  |